# باسليق
بَاسِلِيق أو باسيليق أو أم طبق أو الأصلة (باليونانية: βασιλίσκος)‏ (باللاتينية: regulus) وتعني «الملك الصغير»، وهو حيوان رامز أسطوري أوروبي، وهو من الزواحف الأسطورية يزعم أنه ملك الثعابين ويقال أن لديه القدرة على التسبب في الموت عند اللمحة الأولى. وفقا لموسوعة التاريخ الطبيعي لبلينيوس الأكبر، أن اسيليسك مدينة قورينا هو ثعبان صغير، «لا يتعدى طوله عن اثني عشر أصبع»، وهو سام جدا، ويترك في اثره سم قاتل، كما أن نظرته قاتلة. ووفقا لبلينيوس، فإن نقطة ضعفه رائحة حيوان ابن عرس، لأنها قد ألقيت في حفرة الباسيليسك، التي بالإمكان التعرف عليها بسبب وجود بعض الشجيرات المحيطة والعشب التي احترقت بسبب وجوده. من المحتمل أن ارتباط أسطورة الباسيليسك مع ابن عرس في أوروبا مستوحاة من حكايات لأنواع معينة من الثعابين الآسيوية (مثل ملك الكوبرا) ومفترسها الطبيعي، النمس.

## الأسطورة
الملك الأسطوري للأفاعي. والباسيليق أو «أم طبق» أو الأصلة، مخلوق يولد من بيضة مدورة ليس لها صفار (مح) توضع أثناء أيام سيريوس (نجم الكلب) وتبقى سبع سنوات تحت العلجوم حتى تفقس ويظهر منها الباسيليق. وقد ينشأ الباسيليق من الأفعى المقورنة أو الكوبرا الملتوية في الهند.
وقد وصف بليني الكبير الباسيليق ببساطة بأنه أفعى ذات تاج ذهبي. وفي العصور الوسطى غدا أفعي برأس ديك، وأحيانا برأس إنسان. وفي الفن يرمز الباسيليق إلى الشيطان وإلى المسيح المضاد. وهو عند البروتستانت رمز البابوية. وحسب إحدى الليجندات، هناك نوعان من هذا المخلوق. النوع الأول يحرق كل شيء يقترب منه، والنوع الثاني يمكن أن يقتل أي شيء حي بمجرد نظرة فقط.
والنوعان كلاهما مخيفان بأنفاسها التي تصهر النبات وتحطم الحجارة. ويعتقدون أنه إذا حاول إنسان على ظهر حصانه أن يقتله برمح، فإن قوة السم تنتقل عبر هذا السلاح ولا تقتل إلا الراكب، مع حصانه أيضا. والطريقة الوحيدة لقتل الباسيليق تكون برفع مرآة أمام عينيه، بينما يجب ألا يحدق حامل المرآة به مباشرة. ولحظة يرى هذا المخلوق صورته في المرآة يموت رعبا. ومع ذلك فإن للباسيليق أعداء خلقتهم الطبيعة. فابن عرس محصن ضد نظرته، فإذا عضه انسحب ابن عرس وأكل أوراق نبتة الفيجن النبتة الوحيدة التي لا تذبل، فتتجدد قوته ويعود إلى العراك معه حتى يقتله. ولكن العدو الأخطر له هو الديك، فحالما يسمع الباسيليق صياحه يموت على الفور. ويعتقدون أن جثة الباسيليق يجب أن تعلق في البيوت حتى تطرد العناكب. كما تستخدم أيضا في معابد أبوللو وديانا، حيث لا يتجرأ أي سنونو أن يدخل ويبني أعشاشه. وفي شعارات النبالة يمثلون الباسيليق حيوان برأس وصدر وساقي ديك، وبلسان أفعى وأجنحة خفاش. أما مؤخرته التي تشبه مؤخرة الأفعى، فإنها مدببة مثل رأس السهم.

## في الثقافة الشعبية
- ظهر في لعبة god of war: chains of olympus، حيث يقوم كريتوس بقتله عندما قام بمهاجمته.